# رالف جي. أندرسون
رالف جي. أندرسون (بالإنجليزية: Ralph G. Anderson)‏ هو مهندس أمريكي، ولد في 19 يوليو 1923 في هارودسبورغ في الولايات المتحدة، وتوفي في 13 فبراير 2010 في سينسيناتي في الولايات المتحدة.